# Lee Valley White Water Centre

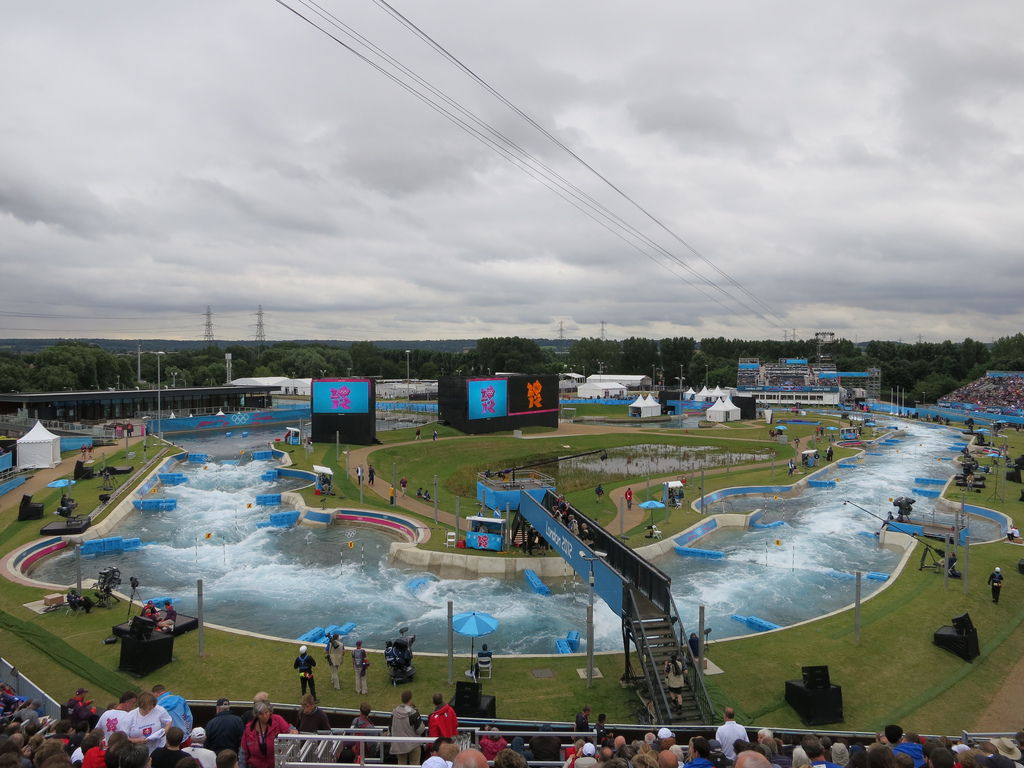
Lee Valley White Water Centre

Plattegrond

Op het Lee Valley White Water Centre (voorheen bekend als Broxbourne White Water Kano Centrum) is tijdens de Olympische zomerspelen in 2012 het decor voor het onderdeel kanoslalom. Op 9 december 2010 verzorgde prinses Anne de officiële opening van de wildwater faciliteit. Het project kostte 31 miljoen pond project en was de eerste olympische locatie die opgeleverd werd voor de Spelen te London.